# لمار (کارولینای جنوبی)
لمار(به انگلیسی: Lamar) شهری در ایالت کارولینای جنوبی کشور ایالات متحده آمریکا است که جمعیت آن در سرشماری سال ۲۰۱۰ میلادی، ۹۸۹ نفر بوده‌است.